# کلوتار دوم
کلوتار دوم(۵۸۴-۶۲۹) دارای لقبهای بزرگ (le Grand) و جوان (le Jeune)، پادشاه مروونژی نوستریا و میان سالهای ۶۱۳ تا ۶۲۹ پادشاه همه فرانک‌ها بود. او چهل و پنج سال پادشاهی کرد که در میان شهریاران مروونژی از همه درازتر بود.

## زندگی
پیش از اینکه وی چشم به جهان بگشاید پدرش شیلپریک یکم مرده بود. مادرش ملکه فردگوند تا زمان مرگش در ۵۹۷ جانشین پادشاه پیشین و نیابت سلطنت را برای پادشاه وقت بر عهده داشت و به طور کامل به فرمانروایی خودکامه و مستقل با درایت و خونباری بسیار می‌پرداخت. پس از مرگ او کلوتار سیزده ساله به تنهایی به پادشاهی پرداخت و به همانند درایت مادرش سعی در کنترل سرتاسر قدرت کرد. وی مانند مادرش به دشمنی خونبار با ملکه برونهیلدا فرمانروای اوسترازیا ادامه داد. 
در ۵۹۹ به جنگ با عموزادگانش تئودریک دوم از بورگوندی و تئودبرت دوم از اوستراسیا پرداخت و آنها را شکست داد. در ۶۰۵ کوشید بر پادشاهی تئودوریک دست یازد ولی ناکام ماند. با مرگ تئودریک در ۶۱۳ کلوتار خود را آماده لشکرکشی به مرزهای او می‌نمود ولی دو تن از شهرداران کاخ‌های اوستراسیا با یک شورش اوستراسیا را بدو واسپردند. ملکه برونهیلدای پیر و پسر بزرگش زیگبرت دوم به جنگ با او شتافتند ولی سپاهیان در میدان جنگ آنها را تنها گذاردند، این دو به ناچار گریختند ولی در نزدیک دریاچه نوشاتل به چنگ سربازان کلوتار افتادند و به دستور او کشته شدند. برونهیلدا را پس از سه روز شکنجه سخت میان چهار اسب بستند و هر اسب را به سویی راندند تا پاره‌پاره شود.
از این پس کلوتار دوم پس از پدر بزرگش کلوتار یکم نخستین کسی بود که به پادشاهی همه فرانکها می‌رسید. 
کلوتار دوم در ۶۱۵ آگهی‌ای را با نام فرمان پاریس پخش نمود که نمونه‌ای همانند مگنا کارتا در انگلستان بود. او در این فرمان قانونهای بسیاری را پایه‌ریزی کرد و یهودیان را از بسیاری حقوق محروم داشت. 
در ۶۲۳ او فرمانروایی بر اوسترازیا را به پسر جوانش داگوبرت یکم سپرد. راستی این بود که وی با این کار سیاسی خودمختاری اوسترازیا را به پپن یکم شهردار کاخ اوسترازیا و اسقف آرنولف متزی می‌سپرد که وی را در پیروزیش یاری رسانده بودند. 
او در ۶۲۹ مرد. پس از مرگش شهرداران کاخها آغاز به رخنه در دستگاه سیاسی مروونژی‌ها نمودند که اندک‌اندک به ناتوانی شاهان مروونژی و سرانجام واژگونی آنها انجامید.

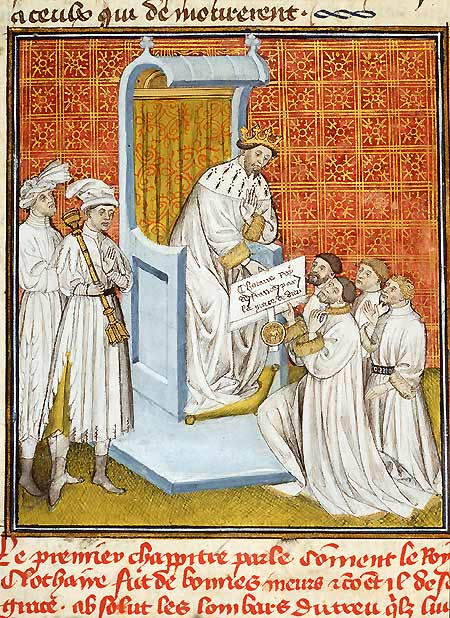
نگاره‌ای از کلوتار دوم در هنگام پیمان بستن با لومباردها